# SDガンダム GGENERATION SPIRITS
『SDガンダム GGENERATION SPIRITS』（エスディーガンダム ジージェネレーション スピリッツ）は、バンダイナムコゲームス（後のバンダイナムコエンターテインメント）より2007年11月29日に発売されたPlayStation 2用ゲームソフト。
本作のプロモーション映像や、オープニング・エンディング曲の歌唱を担当した森口博子のインタビューを収録したDVD「魂ディスク」が予約特典として同梱された。

## システム
登場作品36、シナリオ収録作品20。基本的なゲームシステムは『PORTABLE』のものを踏襲している。本作に収録されているのは宇宙世紀を舞台とする作品のみ（『1st』から『V』まで）である。全てのユニットグラフィックを新規に描き直し、これまで一律1スクウェアで表示されていた戦艦や大型MS・MAのマップ上表示が大型化したり、特定の機体とキャラクターの組み合わせで発生するコクピットカットインの導入、超強気状態で敵を撃破すると発動する超一撃、戦艦の急所を狙うことで大ダメージを与えることができるピンポイントアタック、ハロランクに応じて獲得できるスカウトポイント（ポイントに応じて原作キャラクターをスカウトキャラとして参入）など、新機軸が多数盛り込まれている。特に戦艦は、被弾部位によるダメージ量の変化、MS発進口（カタパルト）の設定、向きによる移動力の変化（前進は得意だが、平行移動や後退は不得意）など、従来作までよりも大幅な個性化がなされた。さらに戦闘・ストーリーパートが一部分を除いてフルボイス化されるなど演出面も強化されている。
シチュエーションモードは、『1st』から『ポケットの中の戦争』までの「一年戦争編」、『機動戦士ガンダム0083 STARDUST MEMORY』から『逆襲のシャア』までの「ジオン再興編」、『閃光のハサウェイ』から『V』までの「次世代闘争編」の3つに分かれている。シナリオ面では『THE BLUE DESTINY』『閃光のハサウェイ』『F90』『シルエットフォーミュラ91』『クロスボーン・ガンダム』が復活しているほか、一年戦争の外伝作品である『MS IGLOO』『Lost War Chronicles』『宇宙、閃光の果てに…』や、デラーズ紛争をシーマ・ガラハウの視点から描いた『宇宙の蜉蝣』、『クロスボーン・ガンダム』の外伝である『スカルハート』がシリーズで新たに収録されている。なお『Lost War Chronicles』『宇宙、閃光の果てに…』のシナリオは漫画版に、『1st』と『Ζ』は劇場版にそれぞれ準じており、特に『Ζ』はトムクリエイト系列では本作で初めて劇場版『A New Translation』のシナリオが再現された。また、今までは基本的に地球連邦軍側がゲスト軍として登場していたが、『MS IGLOO』『Lost War Chronicles』『0083』『宇宙の蜉蝣』『逆襲のシャア』などの一部ステージはジオン側がゲスト軍、連邦側が敵軍となっている。
その他、『コロニーの落ちた地で…』『ジオニックフロント』『ティターンズの旗のもとに』『センチネル』『鋼鉄の7人』『戦場の絆』などから機体やキャラクターが一部登場する。その反面『MSV』などの機体は、比較的メジャーなものは収録されているものの『PORTABLE』からは相当数が削除されており、前作までと比較して機体の開発系統がかなり変化している。
オリジナルキャラクターの衣装は『PORTABLE』にかけてほとんど『NEO』のものの流用だったが、一部を除いて本作から『F.I.F』以来の個別衣装となった。
ユニットのグラフィックと仕様変更
ユニットグラフィックが全て新規に描き直され、関節や機体の溝などが細かく再現されている。また、ザクレロなどユニットデザインが変更された機体もある。
- 特定のキャラクターを搭乗させることで出現する専用機が一部削除された。
- ザクII改はリーダー機になると、『PORTABLE』までの角つきからヘルメット（フリッツヘルム）状のBタイプになるなど仕様が変更された。
- サブフライトシステムは本作から自軍では使用できなくなり、ゲスト軍と敵軍限定になった。
- 一部の可変MSのMA形態、脱出機構がゲームの仕様変更により削除された。
- ∀ガンダムは本作では最終ボスとなり、原作とは異なる機体（黒歴史版）として設定されているため、『∀ガンダム』は登場作品には含まれていない。
- スカウトキャラクターはスカウトポイントやプロフィールの達成率によって自動的に参入する。スカウトポイントでの参入はステージ数に比例するため、過去作品よりも自軍で使用できるキャラクターが少なくなっている。主役級のキャラクターは必要スカウトポイントが高く設定されており、全てのキャラクターを参入させるには全ステージで最高のハロランクを得る必要がある。

## 登場人物・機体
登場声優の扱い
原作での担当声優が死去、もしくは既に引退しているキャラクターの声の扱いが本作ではキャラクターによって異なっている。また、『1st』が劇場特別版、『Ζ』が劇場版準拠になるなどこれまでのシリーズと担当声優が変更されているキャラクターも多い。
- ブライト・ノア役の鈴置洋孝、セイラ・マス役の井上瑤らはライブラリー出演となっている。
- これまでのシリーズでは声が入らなかったユウ・カジマは本作から諏訪部順一が声を担当している。
- アルファ・A・ベイトは『機動戦士ガンダム スピリッツオブジオン』と同じく今村直樹に変更された。
- チェーン・アギはこの作品から折笠富美子に変更された。

### 登場作品
当初は『機動戦士ガンダム EX REVUE』も含まれると告知されていた。
| - 機動戦士ガンダム（劇場特別版） - 機動戦士ガンダム 第08MS小隊 - 機動戦士ガンダム MS IGLOO - 機動戦士ガンダム MS IGLOO 1年戦争秘録 - 機動戦士ガンダム MS IGLOO 黙示録0079 - 機動戦士ガンダム外伝 THE BLUE DESTINY - 機動戦士ガンダム戦記 Lost War Chronicles - 機動戦士ガンダム外伝 宇宙、閃光の果てに… - 機動戦士ガンダム0080 ポケットの中の戦争 - 機動戦士ガンダム0083 STARDUST MEMORY - 機動戦士ガンダム0083 STARDUST MEMORY 宇宙の蜉蝣 - 機動戦士Ζガンダム（劇場版） - 機動戦士ガンダムΖΖ - 機動戦士ガンダム 逆襲のシャア - 機動戦士ガンダム 閃光のハサウェイ - 機動戦士ガンダムF90 - 機動戦士ガンダム シルエットフォーミュラ91 - 機動戦士ガンダムF91 - 機動戦士クロスボーン・ガンダム - 機動戦士クロスボーン・ガンダム スカルハート - 機動戦士Vガンダム | - MSV - MS-X - 機動戦士ガンダム外伝 コロニーの落ちた地で… - ジオニックフロント 機動戦士ガンダム0079 - ADVANCE OF Ζ ティターンズの旗のもとに - Ζ-MSV - GUNDAM SENTINEL - CCA-MSV - 機動戦士ガンダムF91 フォーミュラー戦記0122 - 機動戦士クロスボーン・ガンダム 鋼鉄の7人 - SDガンダムワールド ガチャポン戦士 スクランブルウォーズ - SDガンダムGX - 機動戦士ガンダム CROSS DIMENSION 0079 死にゆく者たちへの祈り - GUNDAM TACTICS MOBILITY FLEET0079 - 機動戦士ガンダム 戦場の絆 |

## 開発
本作は第1作である『SDガンダム GGENERATION』の作り方をめざす方針が取られた。新たに第3世代型として開発されたことに伴い、タイトルは「これぞGジェネ」「Gジェネの中のGジェネ」というコンセプトで『SPIRITS（魂）』と命名された。
プランナーの上瀧圭一郎は、ガンダムシリーズのポータルサイト「GUNDAM.INFO」とのインタビューの中で、企画書をもとにした評価版ができた際、手ごたえを感じたと明かしており、そこを起点にコンセプトを固めて作りこんでいき、完成したときは最初に目指したものが出来上がった気持ちだったと述懐している。
過去作のモデリングではポリゴン数が限られていたのに対し、『SPIRITS』では新たに導入した技術によってその課題を解決し、表現力を向上出来た分、細部まで再現できるようになった。そのため、テレビアニメの設定をそのまま反映させるのではなく、最新の資料を総括してモデリングする必要性が出てきた。最終的に、ガンプラファンのスタッフにもヒアリングを行い、機体の新たな解釈に挑戦することになった。当初の登場ユニット数は『PORTABLE』と同じく1200体と想定されていたが、全ユニット分を制作しようとすると1年や2年の開発期間では不可能だと判明した。そこで開発期間を考慮して計算したところ、600体が良いだろうということになった。そこから、宇宙世紀の登場機体がうまくまとまるということにディレクターの宮城嘉樹が気づき、登場作品の選出規準と相成った。一方、スタッフのメンバーの大半は『機動武闘伝Gガンダム』ほか1990年以降に放送された作品群からガンダムを知った若者だったため、宮城は彼らとともに宇宙世紀の作品群の良さを出そうと試行錯誤したと語っている。また、スタッフの中にはGジェネを作るのを夢見て加わった者もいた。とはいえ、彼らに作らせると従来のGジェネで作ってしまうため、意図を理解してもらうために試行錯誤を重ねた。
一方、過去作では調整のため開発の終盤までシナリオの書き換えが行われたのに対し、今作ではフルボイスである以上前段階でシナリオを準備する必要があり、そこで苦労したと宮城は述懐している。
宇宙世紀を題材とした作品ということで、主題歌には森口博子が起用された。

## 主題歌
オープニングテーマ「もうひとつの未来〜starry spirits〜」
作詞：青山紳一郎 / 作・編曲：多東康孝 / 歌：森口博子
エンディングテーマ「それでも、生きる」
作詞・歌：森口博子 / 作曲：鮎澤貴秀 / 編曲：齋藤真也

## 評価
仗桐安は「ねとらぼ」に寄せた記事の中で、過去作と比べるとシナリオのボリュームに不満はあるとしつつも、全体的に見て演出が強化されたと評している。